# 카르데날레스 데 라라
카르데날레스 데 라라 (Cardenales de Lara)는 베네수엘라 라라 주 바르키시메토에 위치한 프로 야구팀이다. 베네수엘라 프로페셔널 베이스볼 리그 소속이며, 에스타디오 안토니오 에레라 구티에레즈 야구장을 홈구장으로 사용하고 있다. 리그 4회 우승 기록을 보유하고 있다.

## 야구단 정보
| 투수   | -- 루이스 아빌란 · -- 자렛 그루베 · -- 라울 리베로 · -- 요에르비스 메디나 · -- 호세 히메네스 · -- 리차드 카스티요 · -- 모이세스 에르난데즈 · -- 쟈니 몬토야 · -- 에드윈 에스코바르 · -- 비센테 캄포스 · -- 안젤 크로타 · -- 브라이언 스웨네이 · - 닉 그린 · -- 세살 히메네스 · -- 스캇 패터슨 · -- 저스틴 카셀 · -- 후안 링컨 · -- 로물로 산체스 |
| 포수   | -- 앤더슨 델 라 로사 · -- 기예르모 키로스 · -- 호세 예페즈 |
| 내야수 | -- 토마스 페레즈 · -- 루이스 발부에나 · -- 구이르더 로드리게스 · -- 오스왈도 바가로 · -- 루이스 히메네스 · -- 호세 케레스티노 로페즈 · -- 알시데스 에스코바르 |
| 외야수 | -- 로버트 페레즈 · -- 마리오 예페즈 · -- 헤르만 이리버렌 · -- 죠 터스턴 · -- 조한 리몬타 |